# Aleuroclava ubonensis
Aleuroclava ubonensis là một loài côn trùng cánh nửa trong họ Aleyrodidae, phân họ Aleyrodinae.
Aleuroclava ubonensis được Takahashi miêu tả khoa học đầu tiên năm 1942.